# Ashley Key
Ashley Nicole Key (Atlanta, 1º giugno 1985) è un'ex cestista statunitense naturalizzata svedese.

## Carriera
È stata selezionata dalle Indiana Fever al terzo giro del Draft WNBA 2007 (35ª scelta assoluta).